# Макула Омакатля
Макула Омакатля (лат. Omacatl Macula) — макула (тёмное пятно) на поверхности самого крупного спутника Сатурна — Титана. Максимальный размер — 225 км, координаты центра — 17°36′ с. ш. 37°12′ з. д. / 17,6° с. ш. 37,2° з. д.
Макула Омакатля была обнаружена на инфракрасных снимках, сделанных космическим аппаратом «Кассини». Кроме того, она была заснята радаром этого аппарата (15 февраля 2005). Названа в честь Омакатля, ацтекского бога веселья и праздников. Это название было утверждено Международным астрономическим союзом в 2006 году.